# Eugène Eudes-Deslongchamps
Eugène Eudes-Deslongchamps, né le 10 mars 1830 à Caen où il est mort le 20 décembre 1889, est un paléontologue et naturaliste français.

## Biographie
Fils de Jacques-Amand Eudes-Deslongchamps, Eugène Eudes-Deslongchamps est très tôt initié aux disciplines de la zoologie et de la paléontologie. En 1864, il prépare en Sorbonne une thèse sur le Jurassique en Normandie en comparant des coupes et assemblages de fossiles avec leurs équivalents en Angleterre, Boulonnais, Bourgogne, Maine et Poitou. Il supplée son père dans la chaire de zoologie avant de lui succéder et de parfaire son œuvre à partir de 1867. Il publie le Prodrome des téléosauriens du Calvados en 1869. Il fait du Muséum d'histoire naturelle de Caen l’un des plus beaux de province, avec de belles séries paléontologiques, ethnographiques et ornithologiques (paradisiers, oiseaux-mouches). La publication, à ses frais, du Jura normand (1877-1878), l’occupe les dernières années de sa vie, pendant lesquelles il crée encore le laboratoire maritime de Luc-sur-Mer (1879), rattaché à la Faculté des sciences de Caen,. En 1883, il est nommé dans une nouvelle chaire de géologie et paléontologie.
Il meurt, affaibli, à 59 ans, pendant la préparation de deux importantes monographies sur le Bajocien et le Bathonien normands, qui ne verront pas le jour. C’est son gendre Alexandre Bigot, professeur de 1889 à 1933, qui prendra la relève et poursuivra son travail.
Il est un précurseur de l’utilisation de la stratigraphie, paléoécologie, taphonomie et muséologie.

## Hommages
Après la Seconde Guerre mondiale, on donna à l’ancien « chemin Levallois » de Caen le nom de « rue Deslongchamps », honorant à la fois Jacques-Amand et Eugène Eudes-Deslongchamps .